# PMR-2機雷
PMR-2機雷はソビエト連邦・ロシア海軍が開発・装備している上昇機雷。輸出型はPMK-1と呼称される。
この機雷は第三世代の上昇機雷として1975年に開発され、潜水艦・水上艦を標的として潜水艦・水上艦より敷設される。外形は細長い円筒形で、直径は潜水艦の魚雷発射管より発射できるサイズとなっている。
敷設後は設定された深度で短係維状態となり、パッシブソナーにより目標を捜索する。目標を確認するとアクティブソナーを用いて測的を行い、缶体を目標に指向させカプセルに内挿されているロケット推進式の弾体を発射するシステムになっている。この為、真上にのみ射出するタイプに比べて攻撃範囲が大幅に広がっている。この弾体のスピードは秒速60メートル（約120ノット）以上で射程は数百メートル、浮上速度は秒速80メートルに達する。信管は感応・触発・時限式の組み合わせとなっている。
この機雷は前述の通り輸出されており、中国人民解放軍海軍が購入・導入をしている。
要目
- 直径…534ミリメートル
- 全長…7,830ミリメートル
- 重量…1,850キログラム
- 炸薬量…350キログラム（TNT）
- 敷設深度…200～1000メートル（缶体は400メートルまで）
- 敷設条件
  - 潜水艦…4～8ノット
  - 水上艦…4～15ノット

## 参考資料
- 『The Naval Institute guide to world naval weapons systems, 1997-1998』 Norman Friedman
- NAVAL MINE TECHNOLOGIES…MINWARA The Mine Warfare Association